# Moisé Benkow
Moisé Benkow (ursprungligen Benkowitz), även känd som Moses Benkow, född 19 maj 1892 i Grodno i Ryssland, död 6 september 1952 i Jakobs församling i Stockholm, var en rysk-svensk fotograf, målare och tecknare.
Benkow var son till fotografen Chaym Elias Benkowitz och farbror till den norske politikern och författaren Jo Benkow samt gift första gången 1924–1943 med teaterpedagogen Mascha Epstein. Benkow övertog sin fars ateljé 1924 och han utnämndes till hovfotograf 1935. Han studerade konst vid Slöjdföreningens skola och Valands målarskola i Göteborg samt för Arthur Lewin-Funcke i Berlin 1913–1914 och därefter en period vid Althins målarskola i Stockholm. Separat ställde han ut på Olsens konstsalong i Göteborg 1948 och han medverkade i ett flertal samlingsutställningar, bland annat i Berlin. Som fotograf är han representerad vid bland annat Nordiska museet och Moderna Museet.